# Cinglée
Ne doit pas être confondu avec Toque.
Pour plus de détails, voir Fiche technique et Distribution.
Cinglée ou Toquée au Québec (Nuts ; litt. « Folle ») est un film américain co-produit et réalisé par Martin Ritt, sorti en 1987.
Il s'agit de l'adaptation de la pièce en trois actes Nuts de Tom Topor (1979).

## Synopsis
Claudia (Barbra Streisand), call-girl de luxe, est une jeune femme indisciplinée aux réactions imprévisibles. On l'accuse d'avoir assassiné volontairement l'un de ses clients alors qu'elle se trouvait en état de légitime défense. Sous la pression de son beau-père et de sa mère, les psychiatres la déclarent folle. Au cours de l'audience préliminaire, elle agresse violemment son avocat qui plaidait l'internement et qui décide de quitter le dossier. L'avocat Aaron Levinsky (Richard Dreyfuss), commis d'office, a très peu de temps pour prendre connaissance du dossier, pourtant il va tout faire pour aider sa turbulente cliente qui va finir par prouver elle-même au juge qu'elle est parfaitement apte à recevoir un jugement équitable.

## Fiche technique
Sauf indication contraire, les informations mentionnées dans cette section peuvent être confirmées par la base de données cinématographiques IMDb,  présente dans la section « Liens externes ».
- Titre original : Nuts
- Titre français : Cinglée
- Titre québécois : Toquée
- Réalisation : Martin Ritt
- Scénario : Darryl Ponicsan, Alvin Sargent et Tom Topor, d'après la pièce en trois actes Nuts de Tom Topor (1979)
- Musique : Barbra Streisand
- Direction artistique : Joel Schiller
- Décors : Anne D. McCulley
- Costumes : Joe I. Tompkins
- Photographie : Andrzej Bartkowiak
- Son : Thomas Causey
- Montage : Sidney Levin
- Production : Barbra Streisand
- Co-production : Martin Ritt
- Production déléguée : Cis Corman et Teri Schwartz
- Sociétés de production : Barwood Films ; Warner Bros. (coproduction)
- Société de distribution : Warner Bros.
- Pays de production :  États-Unis
- Langue originale : anglais
- Format : couleur (Technicolor) — 35 mm — 1,85:1 — son Dolby
- Genre : drame
- Durée : 115 minutes
- Dates de sortie : 
  - États-Unis : 20 novembre 1987 (avant-première à Los Angeles et New York) ; 11 décembre 1987 (sortie nationale)
  - France : 2 mars 1988

## Distribution
- Barbra Streisand (VF : Michèle Bardollet ; VQ : Claudine Chatel) : Claudia Draper
  - Stacy Bergman : Claudia Draper, à 16 ans
- Richard Dreyfuss (VF : Bernard Murat ; VQ : Hubert Fielden) : Aaron Levinsky, l'avocat commis d'office
- Maureen Stapleton (VQ : Yolande Roy) : Rose Kirk, la mère de Claudia
- Leslie Nielsen (VF : Michel Gatineau ; VQ : Léo Ilial) : Allen Green, le client violent tué par Claudia
- Karl Malden (VF : Claude Joseph ; VQ : Ronald France) : Arthur Kirk, le beau-père de Claudia
- Eli Wallach (VF : André Valmy) : Dr Herbert A. Morrison, psychiatre
- Robert Webber (VF : Jean-Claude Michel ; VQ : Jean Fontaine) : le procureur Francis MacMillan
- James Whitmore (VF : Jean Berger ; VQ : André Montmorency) : le juge Stanley Murdoch
- William Prince : Clarence Middleton
- Dakin Matthews : Lawrence Box, le premier juge
- Paul Benjamin : Harry Harrison
- Warren Manzi : Saul Kreiglitz
- Elizabeth Hoffman : Dr Johnson
- Costulo Guerra : Dr Arantes

Référence VQ : Doublage Québec

## Production

### Genèse, développement et distribution
En 1980, Universal Studios achète les droits de la pièce Nuts d'Off-Off-Broadway signée Tom Topor, et finance son déplacement au Broadway. En janvier 1982, le studio donne son accord pour l'adaptation cinématographique et annonce que Mark Rydell sera à la fois producteur et réalisateur, aux côtés de l'actrice Debra Winger dans le film à petit budget. Barbra Streisand se bat pour avoir le rôle de Claudia Draper, mais le tournage doit commencer en été 1982 et Mark Rydell n'a pas l'intention de le reporter alors qu'elle vient de finir avec son film Yentl (1983).
Préoccupé par le caractère controversé du projet, Universal le vend à Warner Bros. qui le met en suspens jusqu’en 1986, lorsque Barbra Streisand a été signée pour 5 millions de dollars. Tom Topor et Mark Rydell s'affrontent sur le projet du film, jusqu'à ce que ce dernier démissionne, n'en pouvant plus avec des problèmes d'horaire, des préoccupations budgétaires et des différences artistiques. Ce n'est pas la première fois, vu qu'il s’est jadis éloigné du projet du film Une étoile est née (A Star is Bord, 1976). Barbra Streisand assume tous les fonctions de production, et refuse d'en être réalisatrice. Elle engage alors Martin Ritt pour remplacer Mark Rydell, ainsi que Andrzej Bartkowiak en tant que directeur de la photographie.
Richard Dreyfuss est choisi pour le rôle d'Aaron Levinsky, plutôt que Dustin Hoffman qui, lui-même se l'est proposé, mais est considéré trop onéreux de la part de Warner Bros. — de même que Marlon Brando, Paul Newman et Al Pacino étaient pressentis selon les médias.

### Tournage
Le tournage a lieu entre le 6 octobre 1986 et le 3 février 1987, dans les studios de Burbank, à Los Angeles (Californie), ainsi que dans le quartier de Manhattan, à New York, pour les scènes extérieurs.

### Musique
La musique du film est écrite, produite et composée par Barbra Streisand, à l'exception du morceau The Bar qui comprend la chanson Here We Are at Last écrite par Richard Baskin, dont la bande originale est sortie le 21 décembre 1987 par Columbia Records :
Liste de pistes
1. The Apartment (3:41)
2. The Bar — y comprend le morceau instrumental de Here We Are at Last (1:58)
3. The Hospital (2:42)
4. The Finale (1:08)
5. The End Credits (3:42)

## Distinctions

### Nominations
- Golden Globes 1988[6] :
  - Meilleur film dramatique
  - Meilleur acteur dans un film dramatique pour Richard Dreyfuss
  - Meilleure actrice dans un film dramatique pour  Barbra Streisand